# Olympische Sommerspiele 2008/Wasserspringen
Bei den XXIX. Olympischen Sommerspielen 2008 in Peking fanden acht Wettbewerbe im Wasserspringen statt, je vier für Frauen wie Männer. Austragungsort war das Nationale Schwimmzentrum im Olympic Green.

## Bilanz

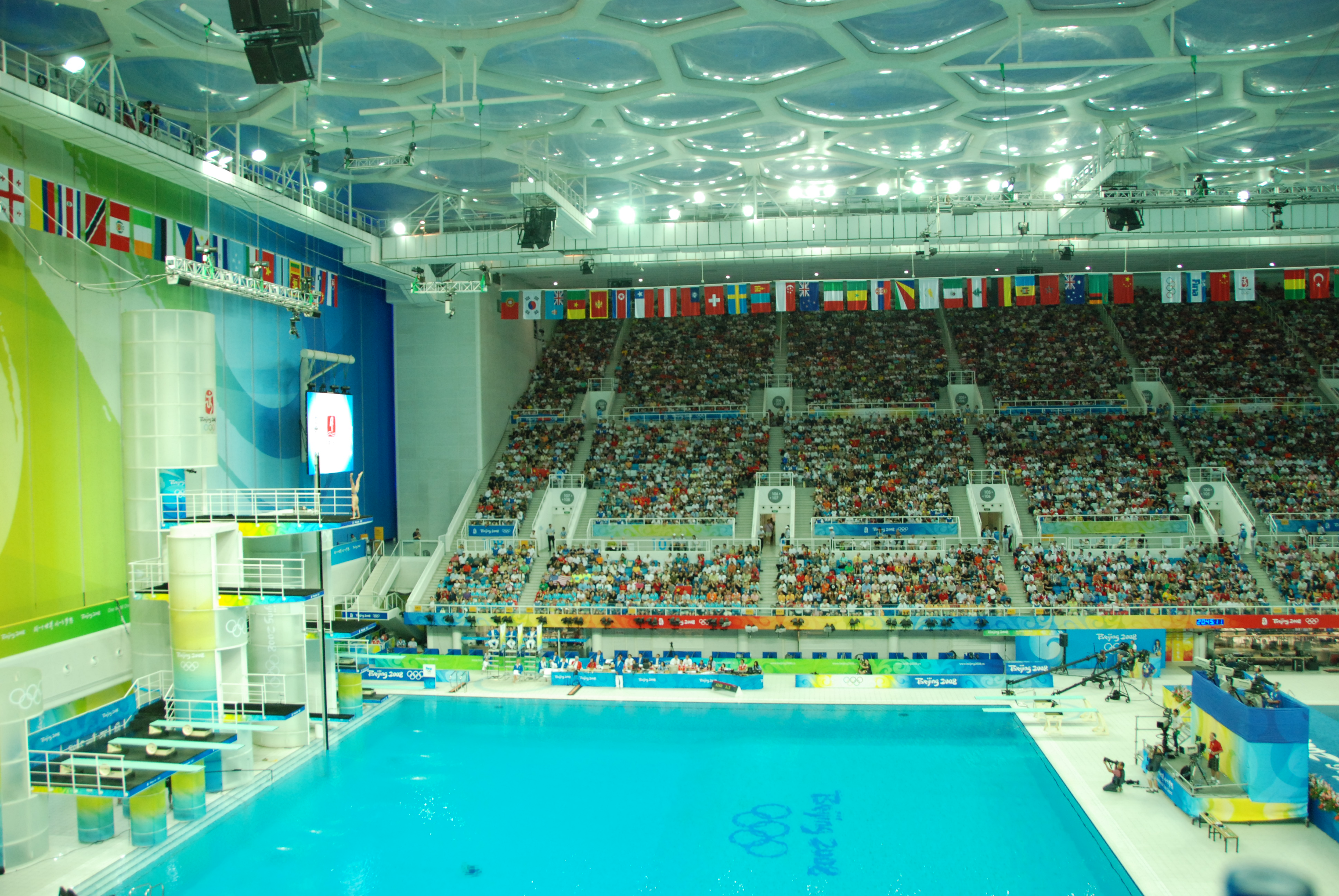
Der Sprungbereich im Nationalen Schwimmzentrum

### Medaillenspiegel
| Platz | Land        | Gold | Silber | Bronze | Gesamt |
| ----- | ----------- | ---- | ------ | ------ | ------ |
| 1     | China       | 7    | 1      | 3      | 11     |
| 2     | Australien  | 1    | 1      | –      | 2      |
| 3     | Russland    | –    | 3      | 2      | 5      |
| 4     | Kanada      | –    | 2      | –      | 2      |
| 5     | Deutschland | –    | 1      | 1      | 2      |
| 6     | Mexiko      | –    | –      | 1      | 1      |
| 6     | Ukraine     | –    | –      | 1      | 1      |

### Medaillengewinner
| Konkurrenz            | Gold              | Silber                        | Bronze                         |
| --------------------- | ----------------- | ----------------------------- | ------------------------------ |
| Kunstspringen 3 m     | He Chong          | Alexandre Despatie            | Qin Kai                        |
| Turmspringen 10 m     | Matthew Mitcham   | Zhou Lüxin                    | Gleb Galperin                  |
| Synchronspringen 3 m  | Qin Kai Wang Feng | Juri Kunakow Dmitri Sautin    | Illja Kwascha Oleksij Pryhorow |
| Synchronspringen 10 m | Huo Liang Lin Yue | Patrick Hausding Sascha Klein | Dmitri Dobroskok Gleb Galperin |

| Konkurrenz            | Gold                   | Silber                                   | Bronze                       |
| --------------------- | ---------------------- | ---------------------------------------- | ---------------------------- |
| Kunstspringen 3 m     | Guo Jingjing           | Julija Pachalina                         | Wu Minxia                    |
| Turmspringen 10 m     | Chen Ruolin            | Émilie Heymans                           | Wang Xin                     |
| Synchronspringen 3 m  | Guo Jingjing Wu Minxia | Julija Pachalina Anastassija Posdnjakowa | Heike Fischer Ditte Kotzian  |
| Synchronspringen 10 m | Chen Ruolin Wang Xin   | Briony Cole Melissa Wu                   | Paola Espinosa Tatiana Ortiz |

## Ergebnisse Männer

### Kunstspringen 3 m

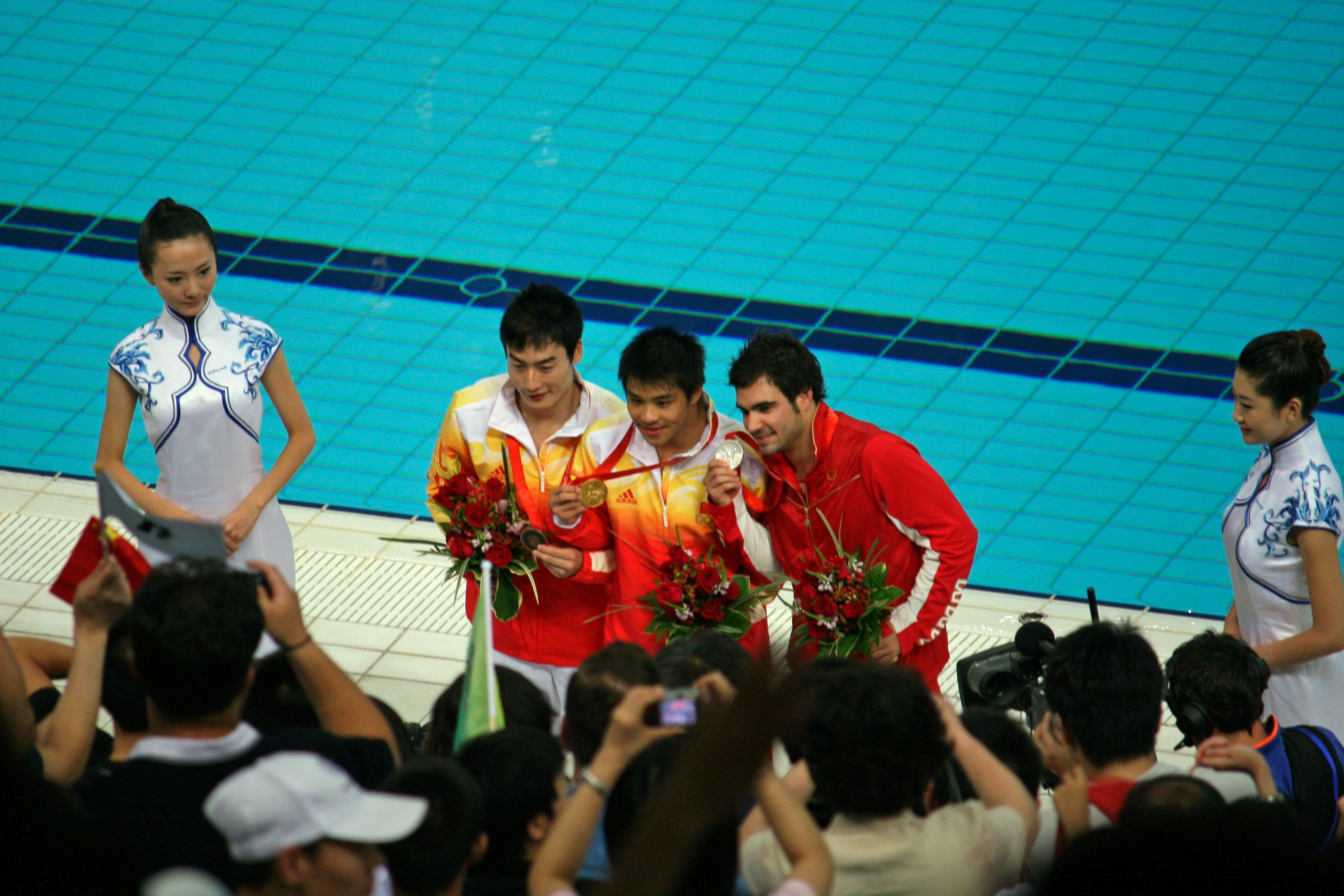
Die Medaillengewinner im 3-Meter-Kunstspringen der Männer

| Platz | Land | Sportler           | Punkte |
| ----- | ---- | ------------------ | ------ |
| 1     | CHN  | He Chong           | 572,90 |
| 2     | CAN  | Alexandre Despatie | 536,65 |
| 3     | CHN  | Qin Kai            | 530,10 |
| 4     | RUS  | Dmitri Sautin      | 512,65 |
| 5     | GER  | Pavlo Rozenberg    | 485,60 |
| 6     | USA  | Troy Dumais        | 472,50 |
| 7     | MEX  | Yahel Castillo     | 462,10 |
| 8     | GER  | Patrick Hausding   | 462,05 |

Datum: 18. und 19. August 2008

29 Teilnehmer aus 20 Ländern

### Turmspringen 10 m
| Platz | Land | Sportler            | Punkte |
| ----- | ---- | ------------------- | ------ |
| 1     | AUS  | Matthew Mitcham     | 537,95 |
| 2     | CHN  | Zhou Lüxin          | 533,15 |
| 3     | RUS  | Gleb Galperin       | 525,80 |
| 4     | CHN  | Huo Liang           | 508,40 |
| 5     | CUB  | José Antonio Guerra | 507,15 |
| 6     | AUS  | Mathew Helm         | 467,70 |
| 7     | GBR  | Tom Daley           | 463,55 |
| 8     | MEX  | Rommel Pacheco      | 460,20 |

Datum: 22. und 23. August 2008

30 Teilnehmer aus 18 Ländern

### Synchronspringen 3 m
| Platz | Land | Sportler                            | Punkte |
| ----- | ---- | ----------------------------------- | ------ |
| 1     | CHN  | Qin Kai Wang Feng                   | 469,08 |
| 2     | RUS  | Juri Kunakow Dmitri Sautin          | 421,98 |
| 3     | UKR  | Illja Kwascha Oleksij Pryhorow      | 415,05 |
| 4     | USA  | Christopher Colwill Jevon Tarantino | 410,73 |
| 5     | CAN  | Alexandre Despatie Arturo Miranda   | 409,29 |
| 6     | GER  | Sascha Klein Pavlo Rozenberg        | 402,84 |
| 7     | GBR  | Nick Robinson-Baker Ben Swain       | 402,36 |
| 8     | AUS  | Robert Newbery Scott Robertson      | 393,60 |

Datum: 13. August 2008

16 Teilnehmer aus 8 Ländern

### Synchronspringen 10 m
| Platz | Land | Sportler                           | Punkte |
| ----- | ---- | ---------------------------------- | ------ |
| 1     | CHN  | Huo Liang Lin Yue                  | 468,18 |
| 2     | GER  | Patrick Hausding Sascha Klein      | 450,42 |
| 3     | RUS  | Dmitri Dobroskok Gleb Galperin     | 445,26 |
| 4     | AUS  | Mathew Helm Robert Newbery         | 444,84 |
| 5     | USA  | David Boudia Thomas Finchum        | 440,64 |
| 6     | COL  | Víctor Ortega Juan Urán            | 423,66 |
| 7     | CUB  | José Antonio Guerra Erick Fornaris | 409,38 |
| 8     | GBR  | Blake Aldridge Tom Daley           | 408,48 |

Datum: 11. August 2008

16 Teilnehmer aus 8 Ländern

## Ergebnisse Frauen

### Kunstspringen 3 m
| Platz | Land | Sportlerin        | Punkte |
| ----- | ---- | ----------------- | ------ |
| 1     | CHN  | Guo Jingjing      | 415,35 |
| 2     | RUS  | Julija Pachalina  | 398,60 |
| 3     | CHN  | Wu Minxia         | 389,85 |
| 4     | CAN  | Blythe Hartley    | 374,60 |
| 5     | ITA  | Tania Cagnotto    | 349,20 |
| 6     | SWE  | Anna Lindberg     | 342,15 |
| 7     | AUS  | Sharleen Stratton | 331,00 |
| 8     | USA  | Nancilea Foster   | 316,70 |

Datum: 15. bis 17. August 2008

30 Teilnehmerinnen aus 19 Ländern

### Turmspringen 10 m
| Platz | Land | Sportlerin        | Punkte |
| ----- | ---- | ----------------- | ------ |
| 1     | CHN  | Chen Ruolin       | 447,70 |
| 2     | CAN  | Émilie Heymans    | 437,05 |
| 3     | CHN  | Wang Xin          | 429,90 |
| 4     | MEX  | Paola Espinosa    | 380,95 |
| 5     | MEX  | Tatiana Ortiz     | 343,60 |
| 6     | AUS  | Melissa Wu        | 338,15 |
| 7     | CAN  | Marie-Ève Marleau | 332,10 |
| 8     | GBR  | Tonia Couch       | 328,70 |

Datum: 20. und 21. August 2008

30 Teilnehmerinnen aus 19 Ländern

### Synchronspringen 3 m
| Platz | Land | Sportlerinnen                            | Punkte |
| ----- | ---- | ---------------------------------------- | ------ |
| 1     | CHN  | Guo Jingjing Wu Minxia                   | 343,50 |
| 2     | RUS  | Julija Pachalina Anastassija Posdnjakowa | 323,61 |
| 3     | GER  | Heike Fischer Ditte Kotzian              | 318,90 |
| 4     | USA  | Kelci Bryant Ariel Rittenhouse           | 314,40 |
| 5     | AUS  | Briony Cole Sharleen Stratton            | 311,34 |
| 6     | ITA  | Noemi Batki Francesca Dallapé            | 296,70 |
| 7     | UKR  | Hanna Pysmenska Marija Woloschtschenko   | 293,10 |
| 8     | GBR  | Tandi Gerrard Hayley Sage                | 278,25 |

Datum: 10. August 2008

16 Teilnehmerinnen aus 8 Ländern

### Synchronspringen 10 m
| Platz | Land | Sportlerinnen                       | Punkte |
| ----- | ---- | ----------------------------------- | ------ |
| 1     | CHN  | Chen Ruolin Wang Xin                | 363,54 |
| 2     | AUS  | Briony Cole Melissa Wu              | 335,16 |
| 3     | MEX  | Paola Espinosa Tatiana Ortiz        | 330,06 |
| 4     | GER  | Annett Gamm Nora Subschinski        | 310,29 |
| 5     | USA  | Mary Beth Dunnichay Haley Ishimatsu | 309,12 |
| 6     | PRK  | Choe Kum-hui Kim Un-hyang           | 308,10 |
| 7     | CAN  | Meaghan Benfeito Roseline Filion    | 305,91 |
| 8     | GBR  | Tonia Couch Stacie Powell           | 303,48 |

Datum: 12. August 2008

16 Teilnehmerinnen aus 8 Ländern

## Qualifikation
Jedes Land durfte maximal zwei Teilnehmer in den Einzelwettbewerben sowie in jedem der Synchronwettbewerbe ein Zweierteam an den Start schicken. Insgesamt waren maximal 34 Einzelstarter und 8 Synchronteams pro Disziplin zugelassen. Quotenplätze für das jeweilige NOK errangen in jeder der vier Einzeldisziplinen die zwölf Finalteilnehmer der 12. Schwimmweltmeisterschaften vom 17. März bis 1. April 2007 in Melbourne sowie die 18 Halbfinalisten des Weltcups vom 19. bis 24. Februar 2008 in Peking. Die übrigen Startplätze, deren Anzahl davon abhing, inwieweit sich die durch die Weltmeisterschaft und den Weltcup qualifizierten Quotenstarter überschneiden, wurden im Anschluss an den Weltcup ermittelt.
Qualifiziert für die Synchronwettbewerbe waren Gastgeber China, die jeweiligen Medaillengewinner der Weltmeisterschaft 2007 (wenn die Chinesen dazugehörten, rückte das viertplatzierte Team nach), sowie die vier besten der restlichen Teams beim Weltcup 2008.
Qualifizierte Teams im Synchronspringen
3 Meter Synchron Männer:
- 1.  Volksrepublik China (als Gastgeber und Weltmeister 2007)
- 2.  Kanada (Vizeweltmeister 2007)
- 3.  Deutschland (Bronzemedaillengewinner WM 2007)
- 4.  Vereinigte Staaten (Viertplatzierte WM 2007)
- 5.  Russland (Weltcup 2008)
- 6.  Vereinigtes Königreich (Weltcup 2008)
- 7.  Ukraine (Weltcup 2008)
- 8.  Australien (Weltcup 2008)

10 Meter Synchron Männer:
- 1.  Volksrepublik China (als Gastgeber und Weltmeister 2007)
- 2.  Russland (Vizeweltmeister 2007)
- 3.  Vereinigte Staaten (Bronzemedaillengewinner WM 2007)
- 4.  Kuba (Viertplatzierte WM 2007)
- 5.  Deutschland (Weltcup 2008)
- 6.  Vereinigtes Königreich (Weltcup 2008)
- 7.  Australien (Weltcup 2008)
- 8.  Kolumbien (Weltcup 2008)

3 Meter Synchron Frauen:
- 1.  Volksrepublik China (als Gastgeber und Weltmeister 2007)
- 2.  Deutschland (Vizeweltmeister 2007)
- 3.  Australien (Bronzemedaillengewinner WM 2007)
- 4.  Ukraine (Viertplatzierte WM 2007)
- 5.  Russland (Weltcup 2008)
- 6.  Vereinigte Staaten (Weltcup 2008)
- 7.  Italien (Weltcup 2008)
- 8.  Vereinigtes Königreich (Weltcup 2008)

10 Meter Synchron Frauen:
- 1.  Volksrepublik China (als Gastgeber und Weltmeister 2007)
- 2.  Australien (Vizeweltmeister 2007)
- 3.  Deutschland (Bronzemedaillengewinner WM 2007)
- 4.  Kanada (Viertplatzierte WM 2007)
- 5.  Nordkorea (Weltcup 2008)
- 6.  Mexiko (Weltcup 2008)
- 7.  Vereinigtes Königreich (Weltcup 2008)
- 8.  Vereinigte Staaten (Weltcup 2008)